# الكمشة
الكمشة من قرى بني حسن في المملكة الأردنية الهاشمية وهي قرية أردنية زراعية خصبة. تتبع إدارياً لمحافظة الزرقاء ويتجاوز عدد سكانها 2000 نسمة، طقسها لطيف صيفاً، وبارد وغزير الأمطار شتاءً.
الكمشة من المناطق الزراعية اللتي تقع غرب محافظة الزرقاء وهي تحد العاصمة عمان وتقع مباشرة على شارع الأردن